# フレンチ・スチュワート
フレンチ・スチュワート（French Stewart, 1964年2月20日 - ）は、アメリカ合衆国出身の俳優である。
元妻は女優のキャサリン・ラ・ナサ。

## 出演作品

### テレビ
- クリミナル・マインド 特命捜査班レッドセル
- プライベート・プラクティス
- キャッスル 〜ミステリー作家は事件がお好き
- プッシング・デイジー 恋するパイメーカー
- クローザー
- ボーンズ　-骨は語る-

### アニメ
- ヘラクレス（イカロス）
- LEGO スター・ウォーズ/フリーメーカーの冒険

### 映画
- ゾンビ・アルカトラズ
- ゴートゥーヘル
- わんぱくバディーズ ダイヤ泥棒をやっつけろ!（ブラッキー）
- サベイランス（ジム・コンラッド）
- 消えた天使（ヘイズ・オウンビー）
- GO!GO!ガジェット2
- タイムマイン（ドップラー）
- ホーム・アローン4
- カンヌ殺人事件/消されたファーストシーン
- マジック・アイランド
- グローリー・デイズ～旅立ちの日～
- スターゲイト